# 22836 Leeannragasa
22836 Leeannragasa è un asteroide della fascia principale. Scoperto nel 1999, presenta un'orbita caratterizzata da un semiasse maggiore pari a 2,5133889 UA e da un'eccentricità di 0,0562535, inclinata di 1,07375° rispetto all'eclittica.